# Тернов, Игорь Михайлович
Игорь Михайлович Терно́в (11 ноября 1921 — 12 апреля 1996, Москва) — советский и российский физик-теоретик, специалист в области квантовой теории поля и физики высоких энергий.

## Биография
Окончил физический факультет МГУ им. М. В. Ломоносова (1951). Доктор физико-математических наук, профессор (1962), проректор МГУ (1969) и первый проректор МГУ (1973—1978). Член ВЛКСМ с 1935 по 1949 гг. Член КПСС. Секретарь парткома физического факультета (−1969), Проректор по естественным факультетам МГУ им. Ломоносова (1969—1978), Первый проректор МГУ им. Ломоносова (1978—1982). В годы проректорства был членом Гагаринского райкома партии г. Москвы. Член Американского и Российского физических обществ (1991).

## Научные интересы
Область научных интересов: квантовая теория поля и физика высоких энергий. Основные работы по теории синхротронного излучения. Совместно с А. А. Соколовым предсказал эффект квантового уширения макроскопической орбиты электрона в циклическом ускорителе (1953) и радиационную поляризацию электронов синхротронным излучением (1963, эффект Соколова — Тернова). Это было признано как научное открытие и занесено в Государственный реестр открытий СССР под № 131 от 7 августа 1973 с приоритетом от 26 июля 1963 г. в формулировке «Эффект самополяризации электронов и позитронов в магнитном поле».. С 1973 года в интересы Тернова и его учеников: В. Р. Халилова, Г. А. Чижова, И. И. Маглеванного входят проблемы электромагнитного и гравитационного (в том числе синхротронного) излучения частиц движущихся в сильных гравитационных полях черных дыр. В 1978—1989 годах при участии его ученика А. Б. Гаины исследовал проблемы квантовой механики частиц спина 0 и 1/2 в полях черных дыр. В 1983—1987 совместно с учениками В. Н. Родионовым, В. Г. Жулего, А. Е. Лобановым, О. Ф. Дорофеевым, О. С. Павловой, В. К. Перес-Фернандес рассматривал вопросы слабых ядерных распадов с участием массивного нейтрино во внешних электромагнитных полях.

## Научно-организационная деятельность
В 1981—1985 годах И. М. Тернов организовал несколько научных школ под общим заглавием «Излучение релятивистских частиц», которые проводились в Элисте, Москве и Кишиневе.
- В 1981 проходила первая школа в Элисте на базе Пединститута, при организационном участии ученика Тернова, Б. В. Холомая.
- В сентябре 1983 проходила вторая школа на физическом факультете Московского Университета, в которой участвовали 50 участников и 12 лекторов[11].
- В 1985 году было решено провести совместную школу с кафедрой профессора Л. В. Келдыша в Кишиневе на базе Академии наук Молд. ССР[12]. Общее число участников превысило 100. Было прочитано 19 лекций.

## Память
О Тернове имеется мемориальная статья сотрудников кафедры теоретической физики МГУ им. М. В. Ломоносова, посвящённая 100-летию со дня рождения, а также статья профессора А. В. Борисова.

## Монографии
1. Соколов А. А., Тернов И. М. Синхротронное излучение. — М.: Наука, 1966.
2. Соколов А. А., Тернов И. М. Квантовая физика, — М., 1970.
3. Соколов А. А., Тернов И. М. Квантовая механика и атомная физика. — М.: Просвещение, 1970.
4. Соколов А. А., Тернов И. М., Жуковский В. Ч. Квантовая механика. — М.: Наука, 1979.
5. Соколов А. А., Тернов И. М. Релятивистский электрон. — М., 1983.
6. Ternov I. M., Mikhailin V. V., Khalilov V. R. Synchrotron Radiation and Its Applications. N.Y., London, 1985.
7. Соколов А. А., Тернов И. М., Жуковский В. Ч, Борисов А. В. Калибровочные поля. — М.: Изд-во МГУ, 1986.
8. Тернов И. М., Михайлин В. В. Синхротронное излучение. Теория и эксперимент. — М., 1986.
9. Михайлин В. В., Тернов И. М. Синхротронное излучение. — М., 1988.
10. Тернов И. М., Жуковский В. Ч., Борисов А. В. Квантовая механика и макроскопические эффекты: учебное пособие для вузов по направлению «Физика» и специальности «Теоретическая физика». — М.: МГУ, 1993. ISBN 5-211-02095-2.
11. Тернов И. М. Введение в физику спина релятивистских частиц. — М., 1997. ISBN 5-211-03376-0.

## Ученики
- В. Г. Багров,
- В. Р. Халилов,
- Ю. И. Клименко,
- О. С. Павлова,
- Б. В. Холомай,
- В. А. Бордовицын,
- Г. А. Чижов,
- В. Г. Жулего.
- А. Б. Гаина
- В. Н. Родионов
- Лобанов, Андрей Евгеньевич
- Студеникин, Александр Иванович

## Награды
- Орден Октябрьской Революции (23.01.1980)[15]
- Орден Отечественной войны II степени (11.03.1985)
- Орден Трудового Красного Знамени (1971)
- Орден «Знак Почёта» (1976)
- Медаль «За отвагу» (1944)
- Медаль «За оборону Кавказа»
- Трудовые и юбилейные медали

### Премии
- Государственная премия СССР (1976) — за цикл работ по самополяризации спинов ультрарелятивистских электронов и позитронов, обусловленной квантовыми флуктуациями синхротронного излучения (совм. с А. А. Соколовым).
- Премия Совета Министров СССР (1982).
- Премия имени М. В. Ломоносова, I степень (1971) — за цикл исследований «Результаты новейших исследований синхротронного излучения и его применения» (совм. с А. А. Соколовым, Ф. А. Королёвым и О. Ф. Куликовым).
- Премия Московского общества испытателей природы, II степень (1969).

### Прочее
- Серебряная медаль Выставки достижений народного хозяйства СССР (1975).
- Член экспертного совета ВАК СССР по физике.
- Золотая медаль Выставки достижений народного хозяйства СССР (1982).
- Бронзовая медаль ВДНХ СССР (1980)
- Заслуженный деятель науки РСФСР (1982).
- Заслуженный профессор Московского университета (1993).
- Действительный член Международной Академии наук Высшей школы (1993).